# Якобинска диктатура
Якобинската диктатура е период от Френската революция от 1789, в който доминират якобинците. Известна е с жестоката разправа с враговете, особено в периода на Царството на терора.

## Предистория
След свалянето на монархията на 10 август 1792 г. и усещайки все по-неконтролируемия характер на революцията, по-умерените членове на Законодателното събрание се опитват да забавят по-нататъшното ѝ развитие, като се противопоставят открито на незабавното установяване на републиканска форма на управление. Въпреки това на 22 септември 1792 г. новоизбраният Конвент провъзгласява отмяна на монархията и установява република. В дебатите се очертава остро противопоставяне между жирондисти и монтаняри, отначало по въпроса за съдбата на краля. Проведен е съдебен процес над крал Луи XVI, той е признат за виновен и Конвентът го осъжда на смърт. Присъдата е изпълнена на 21 януари 1793 г.
Вътрешната обстановка е сложна – още в първите месеци на 1793 г. възникват продоволствени затруднения, шири се спекула, избухват бунтове, а Франция, която е обявила война на няколко европейски държави, е изправена пред заплаха от нашествие на чужди войски. През март 1793 г., непосредствено след избухването на Вандейското въстание, в Париж започва работа Революционен трибунал, оглавен от Фукие-Тенвил. Седмица по-късно Конвентът решава с декрет да се налага смъртно наказание на всички, проповядващи радикални икономически реформи, насочен срещу „бесните“. На следващия ден същото наказание е определено и за участниците във Вандейското въстание. Във всички комуни и секции са основани революционни комитети за наблюдение (Comités de surveillance révolutionnaire).
В Конвента жирондистите отначало заемат ръководна позиция (т.нар. „жирондистки Конвент“) и сформират правителство, макар че още през октомври тяхната фракция е изключена от Якобинския клуб. В Париж има силни настроения против министрите и жирондистите. Същевременно Парижката комуна започва да играе значителна роля в политическия живот на Франция: тя изисква и се добива до учредяването на Революционен трибунал (на френски: Tribunal révolutionnaire), изисква съд над дезертиралия през април 1793 генерал Дюмурие, настоява за арест на жирондистите.
На 6 април Конвентът назначава Комитет за обществено спасение, който става на практика главен управляващ орган на Франция. Първоначално жирондисти и монтаняри са равно представени в него, а водеща роля играе Дантон. Комитетът дава заповеди директно на гражданските и военните чиновници и изпраща комисари, които да свеждат заповедите му.
В края на април Марат е изправен пред Революционния трибунал, но е оправдан по всички обвинения. През май по искане на парижката секция Сен-Антоан Конвентът установява първия максимум на цената на житото. След въстанието в Париж в края на май и началото на юни хиляди въоръжени граждани обкръжават Конвента и настояват за разпускането му. Депутатите се съпротивляват, но са заставени да приемат декрет за изваждането на 29 жирондисти от състава си и арестуването им, както и на двама министри. Политическата власт преминава в монтанярите, както и на подкрепящите ги секции на Парижката комуна. Монтанярите получават контрол в Комитета за обществено спасение и започват период на управление чрез диктатура.

## Управление
Жирондистите се опитват да спрат развихрянето на диктатурата и дори инспирират убийството на Жан-Пол Марат, но метежът им в Нормандия и Южна Франция през юни 1793 г. е потушен много бързо. Под натиска на санкюлотите и на „бесните“ в края на юли 1793 г. са приети Законът за всеобщия максимум (на френски: Loi du maximum general) и Законът за подозрителните (на френски: Loi des suspects). С първия се поставя горна граница на цените и заплатите, а вторият обявява всички врагове на революцията за заподозрени и е насочен срещу „привържениците на тиранството, федерализма и враговете на свободата“ (в това число спекулантите). Двата закона отговарят на съществуващото през 1793 г. обществено очакване за наказания и защита на революцията. Конвентът предоставя на Комитета за обществено спасение право да арестува подозрителни лица, въвежда смъртно наказание за спекулантите на хранителни продукти, имуществото на враговете на републиката се конфискува. Провеждането на политиката на терор води до засилване на позициите на Комитета за обществено спасение и на кръга около Робеспиер.
В провинцията са изпратени комисари на Конвента с почти неограничени пълномощия. В края на август е свикан нов масов набор в армията за отблъскване на външните врагове. Всички французи са задължени да помагат за въоръжаването, обличането и снабдяването с продоволствие на армията. Реорганизираният Революционен трибунал е органът, определящ наказанията за заподозрените и спекулантите. Една от изправените пред него е кралица Мария-Антоанета, екзекутирана чрез гилотиниране на 16 октомври 1793 г.
През последните месеци на 1793 и началото на 1794 г. усилията на Конвента за снабдяването и реорганизацията на армията започват да дават резултати. Новите попълнения и високият боен дух на френската революционна армия позволяват чуждестранните войски да бъдат отблъснати зад границите. През пролетта и лятото на 1794 г. французите стъпват на територията на Белгия, Рейнската област, Италия и Испания. След обсада и артилерийски обстрел под командването на младия артилерийски капитан Наполеон Бонапарт, англичаните са прогонени от Тулон.
Смазано е и Вандейското въстание. Организираното снабдяване на Париж и останалите големи градове подобрява продоволственото положение.

### Големият терор
Чрез Революционния трибунал якобинските лидери получават широки диктаторски пълномощия и започват масови политически репресии и екзекуции. Между септември 1793 и юли 1794 г. Комитетът провежда т.нар. „червен терор“, като броят на репресиите нараства особено през юни – юли 1794 г. и в Париж са гилотинирани не по-малко от 1285 души.
Постепенно в изградената система на якобинската диктатура противоречията се задълбочават. Ебертистите и „бесните“, както и представителите на Парижката комуна изискват по-нататъшно осъществяване на социално равенство в интерес на най-бедните и дори усилване на революционния терор. Исканията им обаче не се приемат от водачите на якобинците около Робеспиер. Дантон, като един от лидерите на умереното крило от новозабогатялата буржоазия, и неговите привърженици, напротив – настояват за отслабване на строгия режим на диктатура и премахване на принудителните мерки в икономиката. Това обаче се струва преждевременно на Робеспиер и неговата група.
Комитетът за обществено спасение, въпреки че търси подкрепата на санкюлотите, се стреми да ограничи влиянието им и започва преследване на радикалните леви движения. През есента на 1793 г. водачът на „бесните“ Жак Ру е арестуван и движението губи силата си. В следващите месеци „крайните“ якобинци засилват атаките си срещу Робеспиер и привържениците му, че са недостатъчно радикални. Още в първите месеци на 1794 г. вътрешната борба между отделните течения се изостря. В средата на март 1794 г. Ебер и неговите привърженици са арестувани след опит да организират въстание срещу правителството и екзекутирани след кратък процес.
Дантон, Камий Демулен и други техни привърженици са гилотинирани на 5 април 1794 година. Но и това не предотвратява разкола сред якобинския блок и нарастването на недоволството срещу диктатурата. След неуспешни опити за атентати срещу деятели на революцията, арестите и екзекуциите зачестяват. По някои оценки по време на якобинската диктатура са екзекутирани около 30 хиляди французи.

## Край
Периодът на терор приключва след като група членове на Конвента организират т.нар. Термидориански преврат на 9 термидор година II (27 юли 1794 г.). Сред заговорниците са депутати, страхуващи се да не станат следващите жертви на терора, и представители на умерената буржоазия, желаеща възстановяване на икономическите свободи. Робеспиер, Сен Жуст и други видни якобинци са арестувани и гилотинирани, а контрол над Конвента поемат представителите на солидната буржоазия.